# 井内菜摘
井内 菜摘（いうち なつみ、1985年3月8日 - ）は、愛知県生まれ大阪府出身のアーティスト、絵本作家、元女優・モデルである。
虹色天使をモチーフとした作品やアファメーションカードなどで知られる。
また、胎内記憶を元に生まれる前の魂の姿を描いたレインボーチャイルドアートセッションや、ベビーソウルアートセッションを提供している。

## 活動実績
- 2017年03月、White Space 表参道にて第1回個展開催。
- 2017年06月、 Pamina 表参道にて第2回個展開催。
- 2017年10月、 Upstairs gallery 代官山にて第3回個展開催。
- 2018年02月、 ギャラリー自由が丘にて第4回個展開催。
- 2018年06月、 GOBLIN代官山にて第5回個展開催。
- 2018年10月、 神楽坂スペースAOMにて第6回個展開催。
- 2019年04月、 神楽坂kooriにて第7回個展開催。
- 2022年03月、 表参道にてマイナスイオンアート展示会『はじまりの陽～haru～』に出展し、ライブパフォーマンスも披露。

## オリジナル著書
- 宇宙からのでんわ ASIN B078LBRMPG (kindle電子書籍にて販売中)
- 吾輩はブルである ASIN B07DMMJVVY (kindle電子書籍にて販売中)

## 過去の出演作品

### TV
- ちりとてちん 第5話
- 歴史秘話ヒストリア
- お江戸吉原事件帖
- 日本史サスペンス劇場

### CM
- 日本ビヨラ
- ホテイの焼き鳥
- なみはや国体
- Excel Human
- 朝日新聞
- 滋賀県マザーレイク2000
- コンピュータ専門学校 CONG
- 高田引越センター
- パナソニック乾電池
- 天藤製薬（ボラギノール）
- 六甲のおいしい水
- アパネット長栄
- JAバンク滋賀
- おかめ納豆
- 京都府府政スポット
- 滋賀県商工会議所
- 島津製作所
- 紀泉閣

### スチル
- 大阪市ポイ捨て防止キャンペーン
- NTTDoCoMo（関西新聞広告）
- 住吉大社ブライダル
- 山善
- ダスキン
- Goo WORLD
- 関西スポーツセンター
- 南都銀行

### VP
- ロート Cキューブ
- 任天堂
- au
- 啓林館
- PHP出版
- Almex
- ダイワトーイ

### 映画
- 瀬戸内ムーンライトセレナーデ
- 花よりもなほ
- Yesterday once more

### Web
- クオレ化粧品 K-パレット
- Webドラマ　飛鳥資料館
- マツダ　ビアンテ
- 大手前大学

### その他
- 近松心中物語(舞台)
- 95’御堂筋パレード(イベント)
- 住吉大社ブライダルイベント